# Cours Desir
Le Cours Desir (prononcer « Deusir »)  était un établissement privé catholique parisien, fondé en 1853 et fermé en 1992. Il accueillait, sur le modèle du collège Stanislas réservé aux garçons, les jeunes filles de la haute bourgeoisie parisienne. Il compta parmi ses élèves Colette Peignot, Simone de Beauvoir, Hélène de Beauvoir, Juliette Benzoni, Marguerite-Marie Dubois, Perrine Rouillon, etc.

## Histoire

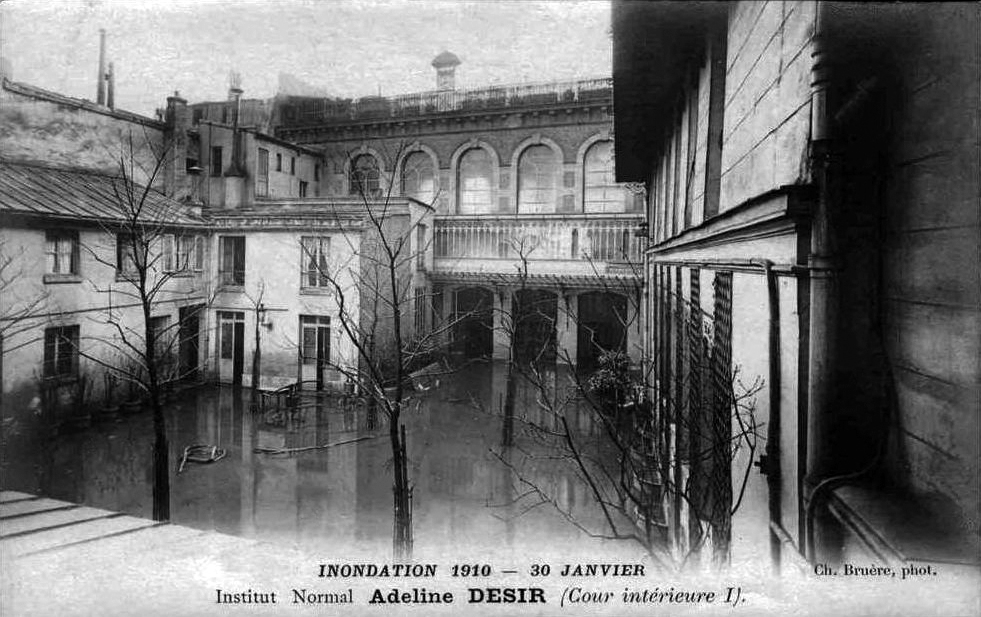
Le Cours Desir, rue Jacob, victime de la crue de 1910. Vue de la cour intérieure.

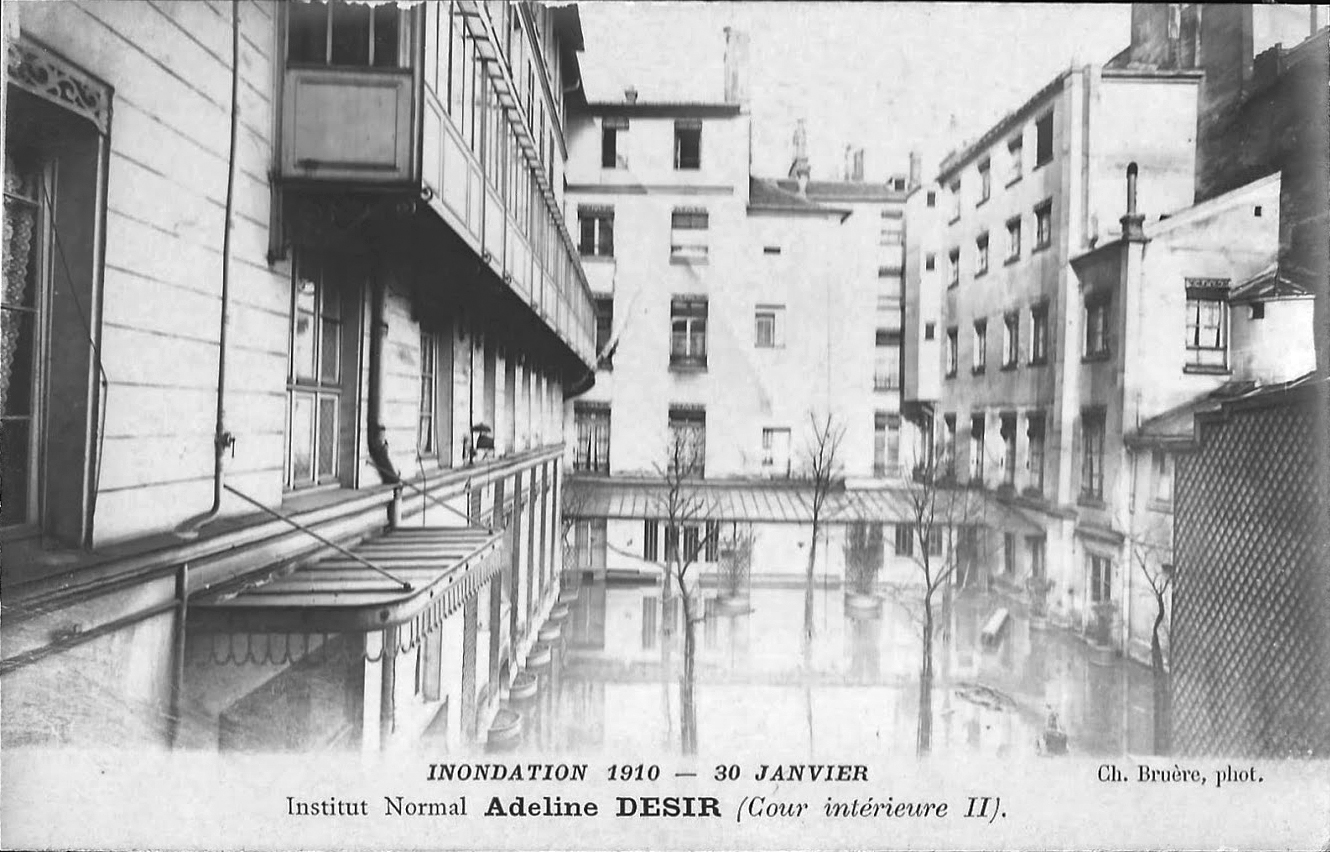
Autre vue de la cour intérieure.

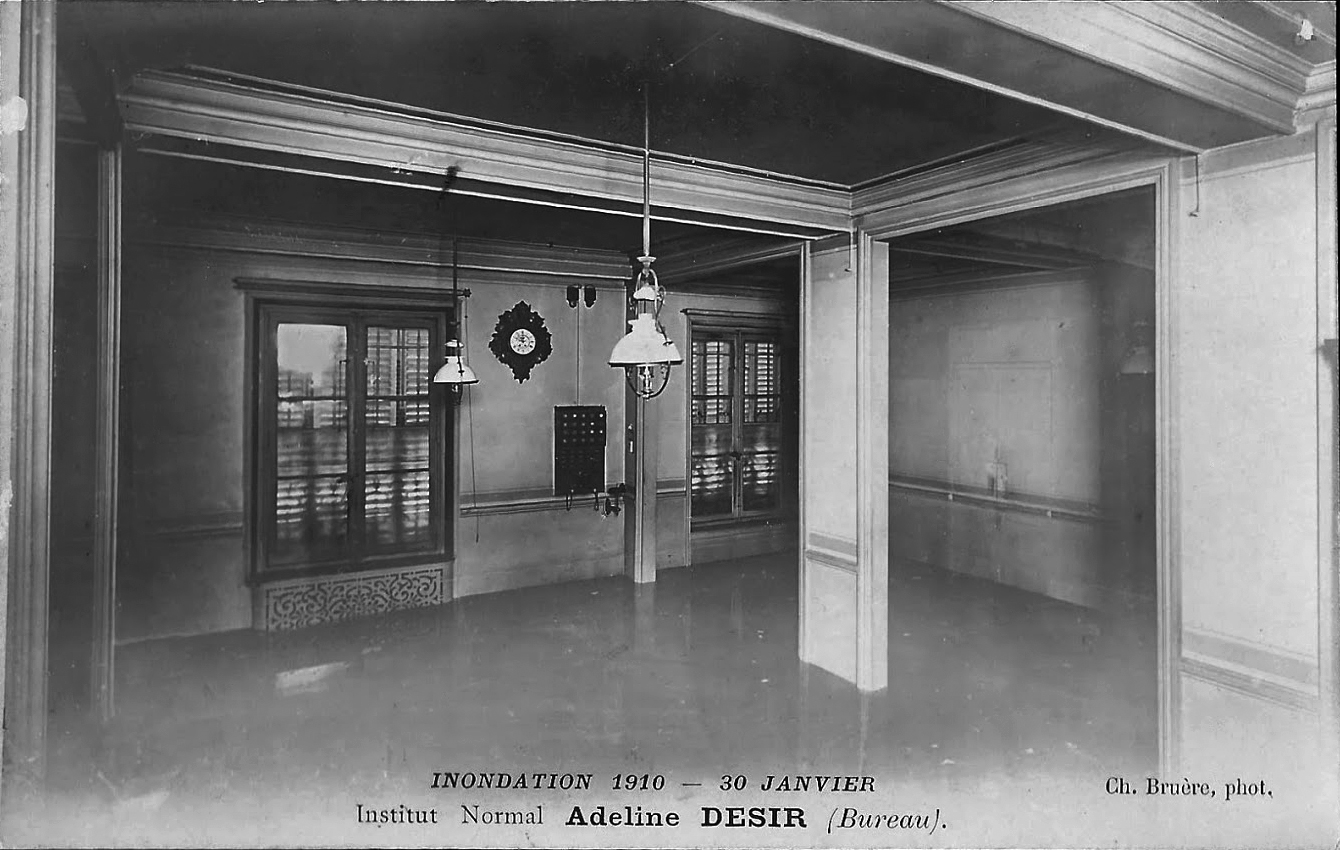
Le Cours Desir, rue Jacob, victime de la crue de 1910. Vue du bureau.

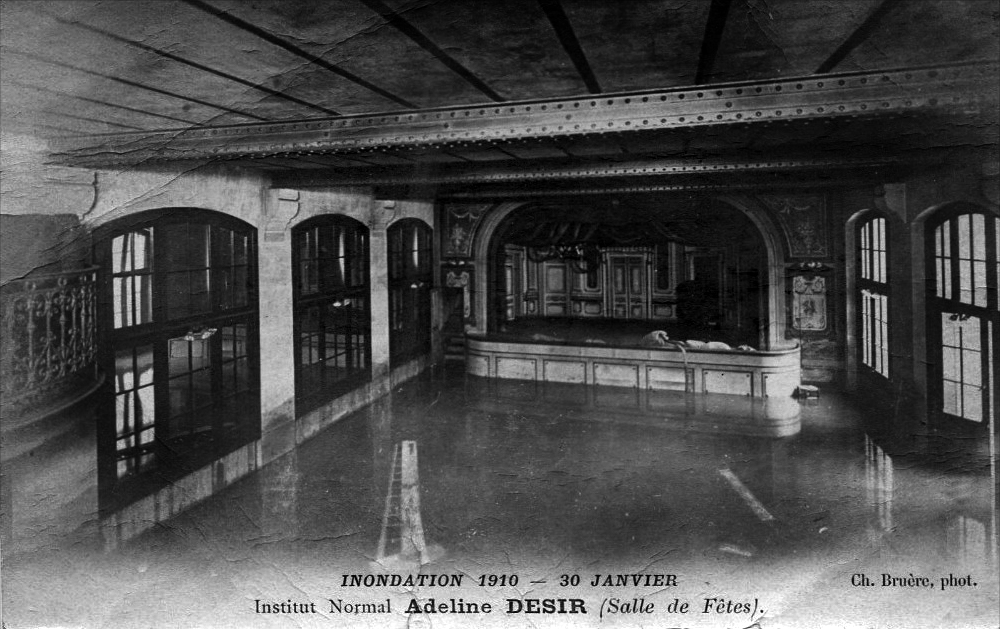
Le Cours Desir, rue Jacob, victime de la crue de 1910. Vue de la salle des fêtes.

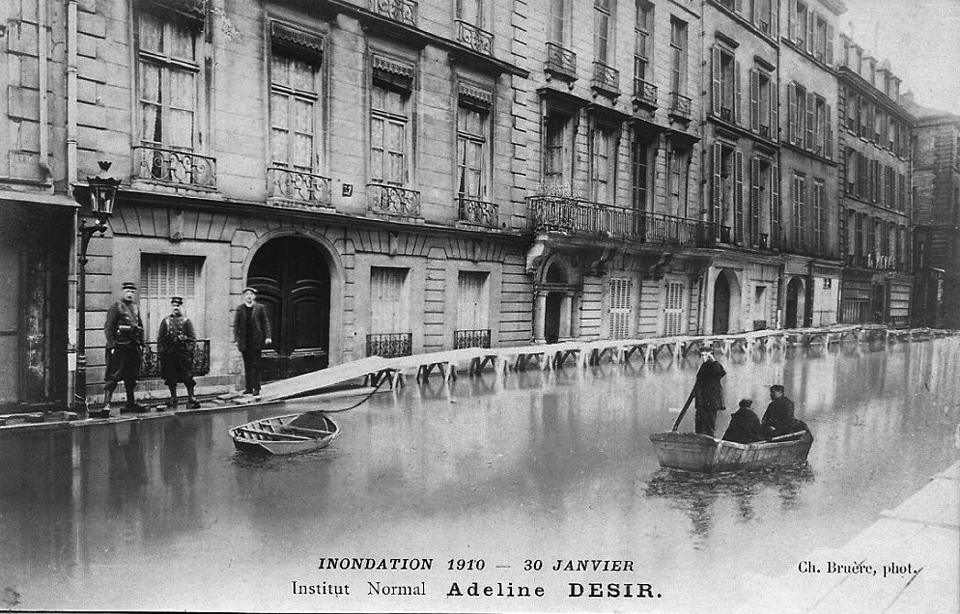
Le Cours Desir, rue Jacob, victime de la crue de 1910. Vue de l'entrée principale.

Le Cours Desir accueillait des pensionnaires, des demi-pensionnaires, et des externes surveillées dès le primaire et jusqu'au baccalauréat. On y enseignait aux petites filles « à faire la révérence, à servir le thé, et à s'adresser aussi bien au Président de la République qu'au curé de la paroisse » selon la biographe de Simone de Beauvoir. « On reconnaissait aussitôt une élève du Cours Desir à la façon qu'elle avait de faire la révérence en saluant une dame : un coup de pied droit en arrière avec un léger fléchissement de la jambe gauche. ». La discipline était stricte, les traditions lourdes. Les maîtresses, « plus ou moins affiliées à l'ordre des Jésuites [...] se coiffaient avec la raie sur le côté tant qu'elles n'étaient encore que novices, avec la raie au milieu lorsqu'elles avaient prononcé leurs vœux ». Les jeunes filles étaient embrigadées dès leur arrivée dans une « croisade eucharistique » : « les plus petites étaient enrôlées dans les Croisillons, les moyennes passaient aux Croisées, et les aînées accédaient au rang d'Apôtres. […] Des retraites annuelles ponctuaient leur vie de bonnes chrétiennes. ». On y apprenait le dessin au pastel, le tricot et le crochet, mais depuis sa création et la volonté de sa fondatrice Adeline Desir de distinguer les « cours » et les « études », le nombre d'heures consacrées à l'enseignement ne dépasse pas une douzaine d'heures hebdomadaires, ce qui minorait le sentiment d'enfermement donné par la présence des mères et des gouvernantes au sein même de la vie de l'école, en particulier pendant les cours. Ambivalente sur le sort que lui a réservé le Cours, Simone de Beauvoir écrit que le Cours « prenait grand soin de se distinguer des établissements laïques où l’on orne les esprits sans former les âmes ».   
Fondé en 1853 par la fille d'un tanneur d'Arras, Adeline Desir (1819-1875), puis repris par les Filles du Cœur de Marie qui absorbent le Cours dans les années 1960, le cours est d'abord installé au no 33 rue de Verneuil, avant de déménager au no 41 rue Jacob (6e arrondissement). En 1874, il prend le nom d'Institut normal Adeline Desir, mais on continue à l'appeler Cours Desir... Il déménage encore en 1958, à cause de la construction de la nouvelle école de médecine, au no 50 rue de Rennes au-dessus de l’ancien passage du Dragon, transformé en supermarché. Dans les années 1980, le cours compte 180 élèves mais il tombe en désuétude et fait les frais de la spéculation immobilière : propriété de la congrégation du Cœur-de-Marie au travers la SCI (Société civile immobilière) de la Cour du Dragon, les 10 000 m2 sont cédés en 1992 à la société Cogédim au terme d'un scandale financier qui met en joie le Canard enchaîné et de cinq annulations du permis de construire entre 1991 et 1996. En 1994, les locaux inoccupés sont réquisitionnés par l'association Droit au logement (DAL) pour loger 126 personnes, dont des familles avec enfants. En 1999, l'immeuble est démoli et reconstruit sur un modèle néo-haussmannien.
Pendant la Première Guerre mondiale, le Cours Desir est brièvement transformé en hôpital militaire (H.A. no 70) et reçoit 214 soldats pendant les deux premières années du conflit.
Le Cours Desir s'était porté acquéreur en 1907 d'un hôtel particulier construit à Cognac vers 1860 qui servait de pensionnat de jeunes filles de 1889 à 1907. Il devint l’Institut normal Sainte-Marie, puis fut repris en 1952 par les Sœurs de la Providence, avant de devenir le collège secondaire mixte Saint-Joseph.